# سیارک ۲۶۴۴۸
سیارک ۲۶۴۴۸ (به انگلیسی: 26448 Tongjili، نامگذاری:2000AC76)۲۶۴۴۸مین سیارک کشف شده‌است که در ۰۵ ژانویه ۲۰۰۰ کشف شد.